# Thrill Seekers
Thrill Seekers ook bekend als The Time Shifters is een Amerikaanse sciencefictionfilm uit 1999, geregisseerd door Mario Azzopardi en geschreven door Kurt Inderbitzin en Gay Walch. De hoofdrollen worden vertolkt door Casper Van Dien, Catherine Bell en Julian Richings.

## Verhaal
Journalist Tom Merrick (Casper Van Dien) ontdekt op foto's van grote rampen steeds dezelfde mysterieuze man (Julian Richings). Zijn onderzoek leidt hem naar een groep tijdreizigers die voor de kick grote rampen bezoeken. Merrick probeert de toekomstige rampen te voorkomen.

## Rolbezetting
| Acteur             | Personage                   |
| ------------------ | --------------------------- |
| Casper Van Dien    | Tom Merrick                 |
| Catherine Bell     | Elizabeth Wintern           |
| Julian Richings    | Murray Trevor               |
| Theresa Saldana    | Cortez                      |
| Peter Outerbridge  | Felder                      |
| Lawrence Dane      | FBI Agent Baker             |
| Catherine Oxenberg | Thrill Seekers Woordvoerder |
| Mimi Kuzyk         | Eleanor Grayson             |